# نبرد غزه (۱۲۳۹)
نبرد غزه (انگلیسی: Battle at Gaza) در سال ۱۲۳۹ و طی جنگ صلیبی بارون‌ها میان نیروهای صلیبی و نیروهای ایوبی به وقوع پیوست که در انتها با پیروزی ایوبیان و شکست تئوبالد یکم ناوار همراه بود.